# چمیتوکو
چمیتوکو (به لاتین: Trzemiętówko) یک روستای لهستان در لهستان است که در Gmina Sicienko واقع شده‌است.